# Национална библиотека на Австралия
Националната библиотека на Австралия (на английски: National Library of Australia) е библиотека в град Канбера, Австралия, основана през 1901 година и изпълняваща функциите на национална библиотека. До 1960 година се нарича Съюзна парламентарна библиотека.
Сбирката на библиотеката включва 6 милиона единици, включително 2,7 милиона книги (2004). Персоналът ѝ е 424 души (2007).